# Сасси, Садок
Садок Сасси, Аттуга Садок (араб. الصادق ساسي‎; род. 15 ноября 1945, Тунис) — тунисский футболист, вратарь сборной Туниса (1963—1978).
Известен по выступлениям за клуб «Клуб Африкэн», а также сборную Туниса, в составе которой остается рекордсменом по количеству проведенных матчей (110). Занял третье место в списке лучших вратарей Африки XX века по версии IFFHS.

## Клубная карьера
Воспитанник футбольной школы клуба «Клуб Африкэн». Взрослую футбольную карьеру начал в 1962 году в основной команде того же клуба, цвета которой и защищал в течение всей своей карьеры, длившейся целых восемнадцать лет. Большинство времени, проведенного в составе «Клуб Африкен», был основным голкипером команды.

## Выступление в сборной
В 1964 году дебютировал за национальную сборную Туниса. На протяжении карьеры в национальной команде, которая длилась 15 лет, провел в форме главной команды страны 110 матчей, остается рекордным показателем для этой сборной.
Стал серебряным призёром Кубка африканских наций 1965 года, который проходил на родине Сасси.
В составе сборной был участником чемпионата мира 1978 года в Аргентине.

## Достижения
- Чемпион Туниса: 1963/64, 1966/67, 1972/73, 1973/74, 1978/79
- Обладатель кубка Туниса : 1965, 1967, 1968, 1969, 1970, 1972, 1973, 1976
- Серебряный призёр Кубка африканских наций: 1965